# Monsif
Monsif, de son vrai nom Monsif Bakkali, né le 24 mars 1997 à Amsterdam (Pays-Bas), est un rappeur et chanteur néerlandais d'origine marocaine.
En 2013, il se consacre dans la production de musique, jusqu'à devenir un producteur certifié, réalisant les prods des rappeurs Ismo, Josylvio et Ashafar. Au niveau international, il produit également Lacrim, 6ix9ine et Rick Ross.

## Biographie
Monsif grandit dans le quartier de Bijlmermeer de parents marocains. Dans l'année 2010, il fait le buzz avec son single Mee met me qui se classera numéro un des Kids Top 20 aux Pays-Bas. Un an après, il sort son premier album intitulé Voor jou en 2011. Lors de ses débuts Fouradi lui file un coup de main dans l'écriture de ses textes. Ses textes qu'il écrit sont plus particulièrement en rapport avec l'amour. Le chanteur se décrit lui-même comme s'inspirant du chanteur Justin Bieber et d'Usher.
En 2012, le film néerlandais Sneeuwwitje sort dans les salles de cinéma. Monsif composera et chantera la musique d'introduction. Un an plus tard, il sort un clip vidéo dans le but de soutenir les enfants démunis via l'UNICEF. En 2014, il se lance dans la production de musique en travaillant avec le rappeur Ismo.
En 2016, il devient également acteur en jouant le rôle de JJ dans le film Hart Beat. Dans la même année, l'album New Wave auquel il a pris partie en tant que producteur a été certifié disque de platine aux Pays-Bas.
En 2018, il adopte le rôle de compositeur qui le lance au niveau international en composant et produisant plusieurs instrumentales pour des rappeurs tels que Boef, Josylvio, Lijpe, Lacrim, Rick Ross ou encore 6ix9ine.